# Новате Мецола
Новате Мецола (итал. Novate Mezzola) је насеље у Италији у округу Сондрио, региону Ломбардија.
Према процени из 2011. у насељу је живело 1377 становника. Насеље се налази на надморској висини од 225 м.

## Становништво
Према резултатима пописа становништва 2011. у општини је живело 1.814 становника.
| 1931. | 1936. | 1951. | 1961. | 1971. | 1981. | 1991. | 2001. | 2011. |
| ----- | ----- | ----- | ----- | ----- | ----- | ----- | ----- | ----- |
| 1.471 | 1.777 | 1.636 | 1.724 | 1.864 | 1.617 | 1.677 | 1.645 | 1.814 |